# 尼基·麦克雷
尼基·麦克雷（英語：Nikki McCray，1971年12月17日—2023年7月7日），美国女子篮球运动员。她曾获得1996年夏季奥运会女子篮球金牌、1998年女子篮球世锦赛冠军和2000年夏季奥运会女子篮球比赛金牌。